# 高見奈央
高見 奈央（たかみ なお、1996年〈平成8年〉11月28日 - ）は、日本のマルチタレント。女性アイドルグループ・ベイビーレイズJAPANの元メンバー。三重県出身。レプロエンタテインメントを経て、PPエンタープライズ所属。

## 略歴
2006年
- 小学校4年生の時にレプロエンタテインメントに所属。

2010年
- 3月、ファッション雑誌『ラブベリー』4月号より掲載。（非オーディション組）

2011年
- 12月、アイドリング!!!5期生メンバーオーディションの最終候補に選ばれる。

2012年
- 2月、専属モデルを務めていた雑誌『ラブベリー』が休刊。
- 3月、アイドリング!!!5期メンバーオーディションに落選[2]。
- 4月、NHK テストの花道 レギュラーメンバーに決定。日テレジェニック2012候補生に選出される。
- 5月、日テレジェニック2012候補生から脱落。
- 5月6日、菊地亜美がパイセン（先輩）役を務めるレプロエンタテインメントの新アイドルグループ・ベイビーレイズ（現・ベイビーレイズJAPAN）に選抜される。
- 9月26日、「ベイビーレイズ」でCDデビュー。

2013年
- 5月8日、赤坂BLITZのアイドルフェスティバル『全力!赤坂エンタメ会議』にて、初代ゲームアイドル女王となる[3]。

2014年
- 9月18日、東京ゲームショウ2014に日経トレンディネットのレポーターとして参加。

2015年
- 9月17日、東京ゲームショウ2015に日経トレンディネットのレポーターとして参加。

2016年
- 4月5日、ゴー☆ジャス動画にゲストとして初出演[4]。
- 5月23日、ゴー☆ジャス動画のアシスタントになる[5]。
- 9月15日、東京ゲームショウ2016の「ゴー☆ジャス動画＠GameMarket4日間ぶっ通し生放送」に出演。
- 10月27日、ラジオ番組表(三才ブックス)の第9回読者が選ぶ「好きなDJランキング」のAM部門と総合部門の1位を獲得（相方・大矢梨華子とのコンビで受賞）。本ランキングは毎年1年に1回開催される、その年の人気ラジオDJ No.1を決める読者投稿型ランキングコンテストである。1年にわたって募集され、本年度は約1万3千通の投票があった。

NAH関連
- 5月21日、ベイビーレイズJAPAN LIVE TOUR 2016 -ROAD TO EMOTIONAL IDOROCK FES.-ファイナル公演（新宿ReNY）のMCで@JAM×ナタリー EXPO 2016における期間限定ユニット「NAH(エヌエーエイチ)」のセンターになることが発表される。NAHは全員ショートカット。高見奈央、吉木悠佳、脇あかりのそれぞれのイニシャルから命名された。
- 7月25日、NAHのシングルがTHEイナズマ戦隊の「情熱の風」であることが発表される。
- 8月5日、NAHの初披露。
- 9月24日・25日、@JAM×ナタリー EXPO 2016が幕張メッセで開催される。2日間で3回のライブと2回のトーク、グランドフィナーレのMCを務める。

2017年
- 5月21日、アイドルネッサンスの宮本茉凜生誕イベント(於下北沢ガーデン）にサプライズ出演。
- 11月22日、月刊ドルネク「高見と浅川のデレニヤな月刊ドルネク」放送開始。@JAMにて中村Pが浅川梨奈に月刊ドルネクへの出演を依頼したところ、浅川の「高見奈央ちゃんとの企画なら有無を言わさず言わず出る！！！」との言葉から生まれた企画。

NAH関連
- 1月2日、TOKYO IDOL PROJECT × @JAM ニューイヤープレミアムパーティー2017のコラボステージにてNAHが一夜限りの復活。（Zepp DiverCity（TOKYO）15:20 - ）

アイドルシャッフル関連
- 3月12日、「アイドル・シャッフル　ドラマ選手権」（MBS）に出演。第1回放送では渡邉幸愛、鈴木友梨耶、梅山涼と「チームＩ（アイ）」を結成。＃さくらいひなり（咲良菜緒、鹿目凛、八木ひなた、新井乃亜）Ｔｈｅ77（増井みお、関根ささら、高岡芽衣、瀬斗光黄）とドラマのメインキャスト出演を賭けて、視聴者による動画再生回数を競う企画に参加。
- 3月19日、同番組第2回放送。共通演技ではアスリートの宝塚役を演技。放送終了後に発表された動画再生回数は最下位。（＃さくらいひなり…12,487Ｐ、The77…9,189Ｐ、チームＩ…6,453Ｐ）
- 3月26日、同番組第3回放送。オリジナルドラマ「今日、学校 変えます」の中で転校生ゆうき役を演技。放送終了から4月30日までの動画再生回数で順位が決定。
- 5月12日、最終結果が発表され、初回の最下位から第2位まで躍進する。関係者の検討の結果、メインキャストではないものの第2位、第3位のグループのアイドルもドラマ出演が決定する。（1位：#さくらいひなり…560,718Ｐ、2位：チームＩ…484,364Ｐ、3位：The77…336,852P）
- 9月3日、「校則アイドル～淑女の学園～」（MBS）放送。生徒会の東国原夏美 役を演じる。

2018年
- 春頃から麻雀教室に通い始める。
- 4月2日、Twitterのフォロワーが3万人突破。
- 9月24日、ベイビーレイズJAPANが解散。
- 9月25日、梅棒第9回公演「梅棒 9th "Re" ATTACK『超ピカイチ！』」に浅香尚子役として出演が発表される。
- 10月20日、梅棒第9回公演「梅棒 9th "Re" ATTACK『超ピカイチ！』」の稽古が始まる。
- 11月25日、「高見奈央22歳生誕祭～高見、○○やるってよ～」を浅草「雷5656会館 5階ときわホール」にて開催。
- 12月15日、梅棒第9回公演「梅棒 9th "Re" ATTACK『超ピカイチ！』」が東京グローブ座（新宿区）にて始まる。

2019年
- 1月9日・10日、梅棒第9回公演「梅棒 9th "Re" ATTACK『超ピカイチ！』」がアートピアホール名古屋市青少年文化センター（名古屋市中区）にて千穐楽を迎える。
- 3月26日、自身のYouTubeチャンネル「なおすけチャンネル」の開設と初回放送について発表される[6]。
- 3月28日、同年5月29日から始まる、演劇集団Z-Lion「a Novel 文書く show」への出演発表。
- 3月30日、「なおすけチャンネル」（YouTube）放送開始「【生放送】スマブラSP10連勝終わるまで帰れま10！」を配信。
- 5月4日、「吉川友スペシャルライブ～YOU達、来ちゃいなよ！～」（初台theDOORS）にゲスト出演。
- 5月23日、Twitterのフォロワーが3万5千人突破。
- 5月29日、演劇集団Z-Lion「a Novel 文書く show」が六本木俳優座劇場にて始まる。
- 6月22日、劇メシ「キツネたちが円舞る夜」が恵比寿CAFE PARKにて始まる。
- 7月20日、「HMC vol.24 林愛夏 Birthday Live」（赤羽ReNY alpha）にサプライズゲストとして出演。
- 8月24日・25日、@JAM EXPO 2019（横浜アリーナ）の総合司会を元PASSPO☆の森詩織と担当。
- 10月14日、NEXT IDOL GRANDPRIX 2019（渋谷ストリームホール）のMCをキクチウソツカナイ。と担当。
- 12月8日、「高見奈央 23歳生誕記念 感謝パーティ！！ 友達何人出来るかな？（SHIBUYA CAST SPACE）」を開催[7]。

2020年
- 2月17日、女性のためのフィットネス企画「フィットネスジェーン（TarzanWeb）」の初代ジェーンに選ばれる[8]。
- 5月4日、Twitterアカウント名が「高見奈央(なおすけ)」になる。
- 7月7日、アパレルブランド「LIVERTINEAGE」とのコラボアイテムの発売を発表[9]。
- 8月13日、公式ファンクラブ「あつまれ！たかみんちゅ！！」が開設される。
- 11月29日、「高見奈央〜24th Birthday Festival〜（浅草九倶楽部THE SHOKUDO）」を開催。

2021年
- 1月、Uber Eatsの配達員を始めたことを発表。

2022年
- 7月31日、15年間所属したレプロエンタテインメントとの契約を満了しフリーランスになったことを発表。
- 12月25日、PPエンタープライズに所属することを発表。

2023年
- 12月22日、ゴー☆ジャス動画にてボードゲーム・ストライクで優勝するも、おまけ動画にて優勝を剥奪される。

## 人物
- 1996年11月28日12時21分に長崎県で生まれる。
- 姉、兄がいる。
- 趣味はゲーム、サウナ、競馬、麻雀、キャンプ[10]。
- お菓子作りが好きで、ブログにも度々お菓子を作っている様子が掲載されていた。
- 好きな漫画はONE PIECE、暗殺教室、はじめの一歩、鬼滅の刃など週刊少年ジャンプに連載のものが多い。
- 両親の影響で幼少の頃からSMAPが好きになり、強い憧れを持つ揺るがない存在になる。
- 2018年11月25日、「高見奈央22歳生誕祭～高見、○○やるってよ～」において、YouTuberになることを宣言。同イベント内のコーナー「高見リニューアル企画」において、ファンからの多数決によってYouTuberネームが「たっかみー」に決定（もうひとつの候補は「なおすけ」）。続く高見奈央ファンの名称については「たかみんちゅ」と「TYN または NYN（それぞれ"たっかみーと愉快な仲間たち""なおすけと愉快な仲間たち"）」とで半々になったため、高見本人が悩みに悩んだ末に「たかみんちゅ」に決定した。しかしその後はYouTubeチャンネルでは"なおすけ"が一般化し"たかみんちゅ"の愛称は残った。
- お酒はかなり強いらしく、同学年でもある大矢梨華子や9nineの村田寛奈も「奈央はお酒が強い」と発言している。
- 2019年10月にアウトドア検定3級を取得。その後2020年9月には2級も取得。
- ベイビーレイズJAPAN解散後から麻雀教室に通い、2020年から競馬にも関心を持つようになった。
- 好きな男性のタイプは「がっしりした人」[11]。
- サウナ好きが高じて、2021年10月に日本サウナ熱波アウフグース協会の熱波師の資格を取得。
- １番好きなポケモンはジラーチ。

### ベイビーレイズJAPAN関連
- ベイビーレイズでは「切り込み隊長」。
- 小学校4年生の時から現事務所に所属。メンバーの林愛夏や「パイセン」（先輩）である菊地亜美とほぼ同期である。
- メンバーの大矢は『ラブベリー』でのモデル活動、アイドリング!!!5期生オーディション落選、LPGのイベント出演、テストの花道出演、ベイビーレイズでのCDデビューを共に過ごした盟友。
- 愛称の「なおすけ」を命名したのは荻野可鈴。不意に呼ばれたが気に入ったのでそれ以来使っている。ただし、曲中のコールでは語呂が悪いため「たかみ」と呼ばれていた。
- 2015年、ベイビーレイズJAPANになってからは帽子キャラに。ライブ序盤の自分のパートで行われる「帽子投げ」も特技になった。またJAPAN以降はライブのセットリストや演出等を考える中心的存在になっており、ベビレの頭脳としての役割も担っていた。

## 出演

### テレビ
- ペケ×ポン（2009年、フジテレビ）
- ピラメキーノG（2010年、テレビ東京）
- テストの花道（2012年 - 2015年、NHK）
- アイドルの穴〜日テレジェニックを探せ!〜（2012年、日本テレビ）
- 大矢梨華子&高見奈央の2人で乗り込み隊!乗っ取り隊!（2013年5月16日 - 2014年6月16日、アイドル専門チャンネルPigoo）
- アフロの変（2015年3月5日、フジテレビ）
- Kawaiian TV 二次元同好会（2016年5月10日 -　、KawaiianTV）
- ルパン三世 誕生50周年記念特別番組「ルパンtheQ」（2017年9月3日、ANIMAX）- 峰不二子役として出演。
- アイドル・シャッフルドラマ選手権（2017年3月12日 - 4月30日、MBS）[12]
- 校則アイドル～淑女の学園～（2017年9月3日、MBS） - 生徒会・東国原夏美 役
- 平成生まれ3000万人!そんなコト考えなかったクイズ!（2017年9月30日、ABC朝日放送）- 大矢梨華子と出演。収録中に浅草ベビ9の終了を伝えられる
- メイプル超音楽（2018年5月4日 - 、CBCテレビ）- MCはメイプル超合金。Popteenモデルの越智ゆらのと2週交替のアシスタントとして出演
- 馬好王国～Umazukingdom～（2018年8月4日、8月11日、フジテレビ）-「北海道150年！満足度150%の旅」小嶋陽菜、レッド吉田らとともにゲスト出演
- 悩める前職：アイドルちゃん～アイドルやめて何するの?～ （2018年12月27日、テレビ朝日）
- 陸海空 こんなところでヤバいバル（2019年4月15日 - 5月27日、テレビ朝日、AbemaTV）
- ヤバい話のHow Much?〜ヤバい法律相談〜（2019年7月3日:25:59 - 、テレビ朝日）[13]
- 東京暇人（2019年7月5日:26:14 - 、7月26日:25:59 - 、10月18日、日本テレビ）- @JAM EXPO 2019総合司会として森詩織とゲスト出演
- 有吉反省会（2019年7月27日・10月5日、日本テレビ）- 反省人として出演
- NMB48村瀬紗英の麻雀ガチバトル!さえぴぃのトップ目とったんで!（2019年10月6日、TBSチャンネル）
- じっくり聞いタロウ～スター近況(秘)報告～（2019年10月17日・2020年1月17日、テレ東）- 見届けゲストとして庄司智春（品川庄司）とともに出演
- 深夜に発見！新Shock感～一度おためしください～（2019年11月2日・9日、テレビ東京）
- リアル無理ゲー。（2019年11月24日、日本テレビ）- 気まぐれなゲームマスターが考えた無理難題に挑戦するチャレンジャーとして出演
- よじごじDays（2019年12月6日、2020年2月7日、3月13日、4月10日、6月9日、7月17日、10月30日、12月17日、2021年2月18日、3月19日、4月30日、10月18日、テレビ東京）- VTRで出演[14][15][16][17][18][19]
- 実話怪談倶楽部第二十九怪（2020年4月23日、フジテレビONE）- ゲストアイドルとして出演
- 地域に超密着！街ドキ埼玉（2020年2月1日・15日）HiHiの2人と一緒に春日部のお勧め物件と美味しいもの巡りをレポート[20]
- 霜降りバラエティ（2020年5月7日、テレビ朝日）プロフィールハンターナオトのコーナーに出演
- かなりんのトップ目とれるカナ?（2020年8月8日・15日、TBSチャンネル）- 乃木坂46中田花奈、インスタントジョンソン・じゃい、岩田華怜らと真剣対局[21]
- 爆報! THE フライデー「事故物件…激安のワナ&スマホミステリーSP」（2020年10月23日、TBSテレビ）- 会社員の洋子さん（仮名）役として再現VTRに出演
- マッドマックスTV（2020年11月24日、テレビ朝日、abemaTV）
- 老舗の味！受け継がれる肉料理（2021年1月1日 - 4日、長野放送、秋田テレビ、テレビ西日本、などフジテレビ系列）東京で100年以上続く老舗店を高田延彦と食レポ。
- 魅惑のスパイス！カレーのとりこ!（2021年1月1日 - 8日、NST新潟総合テレビ、などフジテレビ系列）都内で話題のカレー店をユージと食レポ。
- ウッチャン式【新春SPフワちゃん東山デート&春日空を飛ぶ!予測不能旅】（2021年1月3日、TBS）- 別府ちゃんのお悩み相談室に高田秋らとともに出演
- ヒロミ・指原の“恋のお世話始めました” #12（2021年1月28日・2月4日、テレビ朝日、AbemaTV）- ヒロミ、指原莉乃がモニタリングする芸能人同士の異業種交流会に参加
- しくじり先生　俺みたいになるな!!（2021年3月29日、テレビ朝日、ABEMA）生徒として出演
- 「22/7 計算中 season3＃00」（2021年4月10日、17日、MXテレビ、日本BS放送）- 菊地亜美、渡邊璃生と元アイドルとして出演
- 「来年こそ勝浦大漁まつり復活だ! かつうら魅力スペシャル!」（2022年10月8日、千葉テレビ放送）- 千葉県勝浦市で開催されている大漁まつりや勝浦市内の名所などのレポをしていた。

### ラジオ

#### 過去のレギュラー番組
- 大矢・高見のしゃべりスタ!（2013年4月3日 - 2022年3月30日、ラジオ日本）
- りゅうちぇると高見奈央のiDOL on-line（2020年2月26日 - 2022年8月24日、ShibuyaCross-FM）- 毎月第2・第4水曜日19:00-19:50放送。新しいスターを発掘するためライブや配信で輝く人達をryuchellとともに紹介。

#### 過去のゲスト・アシスタント出演番組
- ミュ〜コミ+プラス（2017年8月2日 - 30日 、ニッポン放送） - 8月マンスリーアシスタント（ゲスト：第1週目…大矢梨華子（ベイビーレイズJAPAN）、第2週目…佐藤純一、towana（fhána）、第3週目…長濱博史、村田寛奈、佐武宇綺（9nine）、第4週目…内山昂輝、第5週目…住岡梨奈）
- ラジオiNEWS（2019年7月4日・11日・18日・25日、18:15 - 19:00、ラジオNIKKEI）- @JAM EXPO 2019と番組のコラボ企画のマンスリーパーソナリティとして ※7月25日の番組の最後に8月も出演続投が発表された[22]
- NEXCO東日本 presents ハロー・ハイウェイ（2019年7月14日 - 、TOKYO FM）7月14日[注 1][23]8月4日[注 2][24]9月22日[注 3][25]12月15日[注 4][26]12月29日[注 5][27]12月29日[注 6][28]2020年2月9日[注 7][29]2020年3月15日[注 8][30]
- 菌活 Project 2019 Summer presented by ホクト（2019年8月12日、TOKYO FM）[31]
- 坂上みきのエンタメgo!go!（2019年8月21日・22日・23日、ラジオ日本）- @JAM EXPO 2019総合司会として
- SUPER☆GiRLS阿部夢梨のナイスゆめり!（2019年10月8日・15日、2020年10月13日・20日、2021年8月10日、ラジオ日本）- 初回はスケジュールNGになった傳谷英里香の代打としてゲスト出演
- 元バニビ レナの アイドルを止めるな！（2019年11月12日・26日、JFN PARK）- ゲスト出演[32][33]
- ライムスター宇多丸とマイゲーム・マイライフ（2020年1月16日・1月23日、TBSラジオ）- ゲストとしてファイナルファンタジーX愛を語る[34]
- 志の輔ラジオ 落語DEデート（2020年5月17日、文化放送）
- 第52回ラジオ日本交通安全キャンペーン特別番組（2020年9月28日、ラジオ日本）- 大矢梨華子とともに神奈川県警山手警察署１日署長を務め交通安全を呼びかける[35][36]。
- TALK ABOUT（2020年12月12日、TBSラジオ）- プロゲーマーのザクレイとともに大乱闘スマッシュブラザーズ座談会にゲスト出演
- 劇団サンバカーニバル（2020年4月4日 - 2021年3月27日、FM FUJI）- 高崎かなみとともに第20期アシスタントに就任
- オレたちゴチャ・まぜっ!〜集まれヤンヤン〜（2020年4月26日 - 2021年4月17日 、MBSラジオ） - ヤンヤンガールズ12期生
- うどうのらじお（2021年8月6日、ニッポン放送） - 夏期休暇取得の西脇彩華の代打として中継コーナー「日本を元気に!あなたの街のささえびと」リポーターを担当

### WEB番組
- ゴー☆ジャス動画@GameMarket（2016年4月 - 、YouTubeチャンネル）- アシスタント。
- ライブミーのもしもシリーズ（Live.me）

第1弾「ベイビーレイズJAPAN高見奈央のデート企画」（2017年2月24日）
第2弾「もしも高見奈央があなたの部下だったら」（2017年3月31日）
第3弾「勉強ができない僕は家庭教師の高見奈央に叱られる」（2017年6月9日）
第4弾「僕は村田寛奈と高見奈央に告白されて困ってます」（2017年8月7日）
第5弾「僕の家に友達の佐武宇綺と高見奈央を呼んだら、どちらかと付き合うことになっちゃった」（2017年10月9日）
第6弾「高見奈央を照れさせろ!!!」（2017年12月1日）
- U-NEXTオリジナル月刊ドルネク「高見と浅川のデレニヤな月刊ドルネク(vol.12)」（2017年11月22日 - 全6回、U-NEXT）
- 「ペルソナ５ 超極秘情報解禁！生放送SP」（2017年12月24日、AbemaTV）- 渡邊璃生と出演。
- Wの悲喜劇#37「今日も貯めてます！円貯め女子」（2018年2月10日、AbemaTV）
- メシテロ「懐かしパン/高見奈央」（2018年2月27日 - 、AbemaTV）
- ファイトの鉄人「6-1愛にスキルは必要ない」（2018年7月5日 - 、ファイトリーグ公式）
- NO編集バラエティー ありのままのアイドル２（事情）#49（2019年2月5日 - 、Kawaiian for ひかりTV）
- えりぬきアイドルがその場で調べるニュースの結論（略して）バラ売り （2019年3月9日、KawaiianTV）
- なおすけチャンネル（2019年3月30日 - 、YouTubeチャンネル）- 自身のゲームチャンネル。初回放送の「【生放送】スマブラSP10連勝終わるまで帰れま10！」では10時間の生配信をした[37]。
- ライムスター宇多丸の水曜The NIGHT（#146:2019年6月20日、#148:7月18日、#153:8月22日、#156:9月19日、#159:10月17日、#163:11月28日、#166:12月26日、#172:2020年2月27日、#175:3月18日、#178:4月22日、#179:4月29日、AbemaTV）- 当初はスタジオゲスト、レナのせんべろはしご酒のセンベロアシスタントとして、その後、準レギュラーとなる
- モクベン（2019年7月 - 、YouTube）- 毎月第1木曜日に高田秋、井口綾子とともにレギュラー出演[38]
- 「NEXT IDOL GRANDPRIX 前夜祭 -伝説を作るのは君だぁ～！スペシャルぅ!!-」（2019年10月5日・6日、KawaiianTV）、「NEXT IDOL GRANDPRIX 後夜祭」（2019年10月26日、KawaiianTV）- MC
- りおさんのゲーム倉庫（2019年12月11日、YouTube）- 元メンバーの渡邊璃生の番組のゲストとしてDBDをプレイ
- 麻雀最強戦2023（2023年、ABEMA）- アシスタント

### 舞台
- 梅棒第9回公演「梅棒 9th "Re" ATTACK『超ピカイチ！』」（2018年12月15日・16日・20日・22日・23日・24日・26日・27日・29日、新宿区東京グローブ座 / 2019年1月9日・10日、名古屋市アートピアホール）- 定時制ver.浅香尚子 役として出演。
- 演劇集団Z-Lion（ジーライオン）「a Novel 文書く show」（2019年5月29日・6月2日、東京俳優座劇場 / 6月4日・5日、愛知東別院ホール / 6月7日 - 9日、大阪ABCホール) -主人公の家で働く料理人の第一夫人セイラ 役[39]。
- 劇メシ「キツネたちが円舞る夜」（2019年6月22日 - 30日、渋谷区恵比寿CAFE PARK）- 6月公演キャストとして出演[40]。
- CONTE STAGE「煙突のある街」（2020年10月16日 - 18日、しもきた空間リバティ）- 安達健太郎脚本・演出のコント舞台に出演[41]。
- 梅棒「Fight For F」（2021年5月12日※ - 16日、池袋あうるすぽっと）- 布施楓華 役として出演[42][43]。
- 『安達健太郎と役者が漫才とトークするLIVE』in 新宿眼科画廊（2021年6月26日、新宿眼科画廊）- 安達健太郎主催の漫才&トークライブに出演[44]。

### イベント
- 東京コレクション「garconshinois」（2008年）
- ラブベリーサマーパーティー2010（2010年7月31日、ラフォーレミュージアム六本木）- ラブベリーナ30人総出演
- 日テレジェニック2012候補生 お披露目会（2012年3月17日、日テレホール）- 日テレジェニック2012候補生として出演
- マシェリバラエティチャット（2012年3月24日・4月15日・29日・5月6日・13日・20日）- 日テレジェニック2012候補生として出演
- LPGイベント〜恒例の会にしたいなぁ〜Vol.6　"八分咲きかよ!?春のカラオケ大会"（2012年3月25日、渋谷シダックスホール）- レプロネクストスターとして高見奈央とゲスト出演[45]
- 日テレジェニック2012 候補生早春日記 出会い編～瞬間、胸のトキメキ 第1回ライブイベント（2012年4月15日、ESPミュージカルアカデミー12号館 club 1ne2wo）- 日テレジェニック2012候補生として出演
- 日テレジェニック2012　候補生早春日記 お出掛け編～初めてでドキドキ 第１回撮影会（2012年4月29日、STUDIO NEO（小竹向原）- 日テレジェニック2012候補生として出演
- 日テレジェニック2012 候補生早春日記 学園デートスペシャル～友達以上なカンケイ 第2回ライブイベント（2012年5月13日、ESPミュージカルアカデミー12号館 club 1ne2wo）- 日テレジェニック2012候補生として出演
- 日テレジェニック2012 候補生早春日記 学園デートスペシャル～おもいでデート 第2回撮影会（2012年5月20日、STUDIO NEO（小竹向原）- 日テレジェニック2012候補生として出演
- 高専ロボコン-東海北陸地区大会（2017年10月15日）- ゲスト出演。放送はNHK総合テレビ・東海北陸7県（11月23日10:05 - ）※NHK総合テレビ・全国（11月28日25:45 - ）
- 「メイプル超音楽フェス」(2019年2月15日、名古屋ダイアモンドホール)※体調不良の越智ゆらのの代わりにアシスタントMCを務める
- Anime Japan 2019「みんなで○×幽☆遊☆白書クイズ！全問正解で霊石プレゼント！ゴー☆ジャス動画in幽☆遊☆白書ステージ」（2019年3月24日:15時30分 - 、東京ビッグサイト）
- TOYCHARAPOP in CNT FES. 2019（2019年6月13日 - 、K&Mミュージック中野店）- 特別ゲストとして登場[46]
- ゲーム「クラッシュオブキングス」激カワタレントとキングスをやろう！第二弾！（2019年8月15日 - 9月15日）- 同盟名「Naosuke Fighters」の盟主として企画に参加[47]
- @JAM EXPO 2019（2019年8月24日・25日、横浜アリーナ）の総合司会を元PASSPO☆の森詩織と担当
- 名古屋サブカル夏祭り - ニコニコ町会議（2019年9月7日、愛知県名古屋市名古屋城） - 「町ゲーム実況ブースin名古屋 リンクスリングス」のゲストとして出演
- NEXT IDOL GRANDPRIX 2019（2019年10月14日、渋谷ストリームホール）- 優勝賞金1000万円をかけたネクストブレイクアイドルたちの決勝フェスのMCとして出演
- UNIDOL2019 Fresh magenta/skyblue（2019年10月8日・9日、新宿ReNY）- 2日間にわたるユニドルライブイベントのMCとして大矢梨華子とともに出演
- ココノライブ#3（2019年10月15日、浅草九劇）- MCを担当
- ゴー☆ジャス動画ファンミーティングin仙台（2019年11月6日、某所）- 各所で開催されているゴー☆ジャス動画ファンイベントのゲストとして出演
- ファミ通Presents 『大乱闘スマッシュブラザーズ SPECIAL』企業対抗ゲーム大会 in 東京お台場 大江戸温泉物語（2019年11月22日、お台場）- 企業対抗スマブラ大会のMCとして平井善之（アメリカザリガニ）とともに出演[48]
- 四国一小さな町 肉フェス ガッツリ！ほおバルフェスタinたの2019（2019年11月23日、高知県田野町）- 事務所のユージパイセンのユージ田野食堂のアシスタントとして出演し、土佐あかうしを使用したケバブを手売り。メインステージにてもちなげに参加[49]
- 大矢梨華子路上ライブ in.高知（2019年11月23日、高知県 ＪＡ馬路村 柚子の森加工場）- 親友である大矢梨華子の路上ライブにサプライズ出演し、1時間のトークライブ
- リョーマの休日～自然&体験キャンペーン～（2019年11月24日、高知県 自然・体験型観光キャンペーン実行委員会主催）- 大矢梨華子と高知県のパワーチャージスポットでインスタフォトコンテストに挑戦。[50]
- UNIDOL2019 - 20 Winter supported by Sammy 関東予選（2019年12月18日、新宿ReNY）- 3日間にわたって行われるユニドル関東大会予選会の最終日のMCとして出演
- モクベンオールスター忘年会2019～バラ×ドラ×うた 大集合SP（2019年12月26日、富士フイルム西麻布ホール）- モクベンのオールキャストによる忘年会イベントに出演
- UNIDOL2019 - 20 Winter supported by Sammy 決勝戦/敗者復活戦（2020年2月13日、新木場STUDIO COAST）- 全国の予選を勝ち抜いたチームが競い合う本大会の決勝戦MCして出演
- メイプル超音楽フェス（2020年2月28日、名古屋ダイアモンドホール） - 「メイプル超音楽」のスペシャルフェス第2弾にメイプル超合金、越智ゆらのらとともにMCとして出演 ※新型コロナウイルス感染防止のために中止[51]
- でか美祭2020 〜8月8日はぱいぱいの日～（2020年8月8日、ニコ生、渋谷O-WESTほか）- ぱいぱいでか美主催の本イベントの「あの歌声をもう一度！アイドルOG歌合戦」と銘打たれたカラオケコーナーに元ベイビーレイズJAPANとして出演[52]
- ＠JAM ONLINE FESTIVAL 2020（2020年8月29日・30日、RakutenTV ほか） -「高見奈央@JAM実況チャンネル」として5つのライブ会場をリアルタイム実況[53]
- 1stミニアルバム「一恋一会」オンラインリリースツアー「あらためまして大矢梨華子です！」（2020年8月28日、RAD SEVEN(愛知県)） - 「大矢梨華子秘密の持ち込み企画」コーナーにゲスト出演[54]
- 「NEXT IDOL GRANDPRIX 2020 supported by Beauty Park」決勝大会フェス（2020年12月29日、TACHIKAWA STAGE GARDEN）- 優勝賞金1,000万円のアイドルコンテストのMCとして参加[55]。
- TOYCHARAPOP IN CNT FES.2021（2021年6月15日）- 雑誌『CONTINUE』主催のオンラインイベントにDJフクタケ、桃井美鈴、伴ジャクソン、内田名人とともに出演[56]
- iDOL on-LINE SUPER SUMMER FESTIVAL2021（2021年7月22日、Zepp Haneda）- 総勢16組のアイドルが参加するUtaTen主催のフェスのMCとして出演[57]。
- @JAM EXPO 2020 - 2021（2021年8月27日・28日・29日、横浜アリーナ）- 髙橋麻里(元Dorothy Little Happy)、森詩織(元PASSPO☆)とともに総合司会として出演[58]
- 浅草女子飲み46 リターンズ（2022年5月28日、浅草九劇） - サプライズゲストとして出演

### ミュージックビデオ
- BUMP OF CHICKEN - 「宇宙飛行士への手紙」（2010年） - (PV出演)
- 大矢梨華子 - 「1422」（2020年）- (MV出演)[59]

### 広告
- オーシャンパシフィック（2010年）
- steemee（2021年6月、BCL COMPANY）[60]

### CM
- 任天堂 集まればWii 親戚編（2011年 - ）
- フタバ食品  サクレ イメージキャラクター（2012年4月 - 9月）
- かんぽ生命保険 「人生の山と谷」篇/「夢の中へ」篇（2015年7月27日 - ）[61]
- 「リョーマの休日 自然＆体験キャンペーン」（2020年1月14日 - ）- 高知の魅力を伝えるPR動画「元ベイビーレイズJAPAN高見奈央＆大矢梨華子のインスタ女子旅」[62][63]

## 作品

### 映像作品

#### モデル時代
- DVD 『密着!!新垣結衣・中村蒼・川島海荷・アイドリング!!! たちのチャリ旅24時!!〜レプロ・ハピチャリ募金部 ふれあい募金の旅〜』 出演 （2011年12月21日）

#### 日テレジェニック2012候補生時代
| # | タイトル | 発売日        | 規格品番・備考     |
| - | --- | ------------- | ------------------ |
| 1 | アイドルの穴2012~日テレジェニックを探せ! ワンダフル! ド緊張の候補生! 追っかけもオーディションも、全部見せます! どきどき盤(緊)                                                                                         | 2012年5月23日 | VPBF-13701(DVD)    |
| 2 | アイドルの穴2012~日テレジェニックを探せ! ツウ快爽快! 大運動会大延長戦! 全員ガチです! 罰ゲームも超必見! だくだく盤(汗)                                                                                                 | 2012年5月23日 | VPBF-13702(DVD)    |
| 3 | アイドルの穴2012~日テレジェニックを探せ! スリル満点! 戦場と化すプールの上! 必見の水着映像てんこ盛り! びしょびしょ盤(濡)                                                                                               | 2012年5月23日 | VPBF-13703(DVD)    |
| 4 | 「アイドルの穴2012〜日テレジェニックを探せ!」 感謝感激雨穴れ! 史上最多の候補生! オモテもウラも、涙も笑いも、酸いも甘いも、ぎゅっと詰め込みお届けします! 笑いと感動を何度でも!! おなかいっぱいDVD-BOX!! あげあげ盤(嬉) | 2012年8月8日  | VPBF-14988(DVD+CD) |

## 書籍

### 新聞
- スポーツ報知（2020年4月17日、報知新聞社）[64]

### 雑誌
- 小学六年生（2009年10月3日、小学館）
- ラブベリー（2010年 - 2012年2月1日、徳間書店）- 専属モデル
- ピュアピュア（56号、辰巳出版）
- Sho-Comi（2010年13号、小学館）
- 週刊プレイボーイ（2013年8月5日、集英社、撮影：小塚毅之）- 「JKベイビー。」
- 週刊プレイボーイ（2013年9月30日、集英社、撮影：小塚毅之）- 「ベイビー、もう一度だけ。」
- 週刊ヤングジャンプ（2013年7月18日、集英社、撮影：細居幸次郎）- 巻末グラビア「サキドルエース SURVIVAL 2nd」第1位のご褒美でメンバー全員登場
- 週刊ヤングジャンプ（2013年11月28日、集英社、撮影：細居幸次郎）- 巻頭グラビア「その前の静けさ…」
- 週刊ヤングジャンプ（2014年5月15日、集英社、撮影：佐藤裕之）- 巻末グラビア「夏を前に、高見奈央は若干暑苦しい」
- CONTINUE Vol.60（2019年7月26日、太田出版）「トイキャラポップフェス2019」（2019年6月13日、K&Mミュージック中野店）- 特別ゲストとしてDJフクタケ、内田名人、伴ジャクソンとのトークと特写掲載。
- Tarzan（No.777）（2019年11月28日、マガジンハウス）- 新連載の企画を読者が選ぶ「Fitness Jane」の7名の候補者に選ばれる[65]。
- 必聴ラジオ100 (2020年1月20日、 三才ブックス)  -  パーソナリティを務めるラジオ番組・大矢・高見のしゃべりスタ!が「オススメしたい全国のラジオ番組」の1つに選出され、インタビューが掲載[66]。
- ターザンウェブ（2020年2月17日、マガジンハウス） - 1月5日までの読者による投票の結果、女性のためのフィットネス体験企画「フィットネスジェーン」の初代ジェーンに選ばれる[8]。
- Tarzan（No.793）（2020年8月6日、マガジンハウス）- 新生活様式のための1分ストレッチ-セルフストレッチ＆マッサージギア大集合にて6種のマッサージギアを体験。
- Tarzan（No.801）（2020年12月17日、マガジンハウス） - 「ターザン」女子が、モテボディを語る。特集でわちみなみと対談。

### デジタル写真集
- ベイビーレイズJAPAN 素 〜高見奈央 デート編〜（2016年3月14日、ゼロワン・スタイル）
- MY TURN（2023年8月16日、双葉社［漫画アクションデジタル写真集］、撮影：鈴木ゴータ）[67]
- 最高の休日（2024年12月16日、集英社［週プレ PHOTO BOOK］、撮影：カノウリョウマ）[68]

### ネットグラビア
青山裕企「髪は短し 恋せよ乙女」）LoGIRLで連載していた写真家・青山裕企による、髪が短い女性限定のグラビア。
- 第20回「高見奈央（ベイビーレイズJAPAN） 前編」（2015年7月9日）
- 第21回「高見奈央（ベイビーレイズJAPAN） 後編」（2015年7月16日）
- 第32回「 TIF特別編 前編　高見奈央（ベイビーレイズJAPAN ）、脇あかり（東京パフォーマンスドール ）」 （2015年10月20日）
- 第66回「NAH（高見奈央＆脇あかり＆HARUKA）前編」（2016年9月20日）
- 第67回「NAH（高見奈央＆脇あかり＆HARUKA）後編」（2016年9月23日）